# Hemipholiota
Hemipholiota is een geslacht van schimmels in de orde Agaricales. Deze groep werd oorspronkelijk in 1962, door Rolf Singer, beschouwd als een ondergeslacht (subgenus) van 'Pholiota', die soorten omvatte zonder of met weinig pleurocystidia en afwezige chrysocystidia.
In 1980 maakte Henri Romagnesi er een geslacht (genus) van, maar dit strookte niet met de internationale nomenclatuur voor algen, schimmels en planten. In 1986 publiceerde Marcel Bon het tegenwoordig erkende geslacht.
Moleculaire analyse toonde aan dat Hemipholiota verschillend is van Pholiota en het nieuwe geslacht Hemistropharia dat was geklasseerd was met Hemipholiota.
Beiden worden niet gerekend tot de familie Strophariaceae, maar er is nog niet definitief vastgesteld tot welke familie deze geslachten wel behoren.